# Council of Bureaux
Das Council of Bureaux ist eine internationale Organisation, welche im Bereich der Kraftfahrzeug-Haftpflichtversicherung tätig ist und sich für den Schutz von Opfern des grenzüberschreitenden Straßenverkehrs einsetzt.
Es ist die Dachorganisation des Systems Grüne Karte und setzt sich aus den 47 Grüne-Karte Büros der Teilnehmerländer zusammen.
Ursprung ist die Empfehlung Nr. 5 der Wirtschaftskommission für Europa.